# Marcin Samlicki

Nagrobek Marcina Samlickiego

Marcin Franciszek Samlicki (ur. 23 października 1878 w Bochni, zm. 25 czerwca 1945 tamże) – polski malarz, kolorysta.

## Życiorys
Ukończył gimnazjum w Bochni. Studiował na Akademii Sztuk Pięknych w Krakowie w pracowniach Józefa Unierzyskiego i Józefa Mehoffera. Od 1908 uczestniczył w kursach krajobrazu, które organizował Jan Stanisławski, w tym samym roku wyjechał w podróż podczas której odwiedził Wiedeń i Włochy. Po raz kolejny wyjechał dwa lata później, przebywał wówczas w Monachium, Berlinie, Brukseli i Antwerpii. W 1911 brał udział w wystawie Niezależnych, gdzie krytycy zwrócili uwagę na nowatorskie zastosowanie gry barw i światła. W 1912 wyjechał do Paryża, gdzie kontynuował naukę malarstwa w Académie de la Grande Chaumière, poznając tajniki malarstwa dawnego. Należał do paryskiej bohemy, poznał tam środowisko polskich malarzy emigracyjnych, wśród których byli między innymi Olga Boznańska i Tadeusz Makowski. Podczas I wojny światowej został internowany w zorganizowanym na południu Francji obozie dla osób legitymujących się austro-węgierskim paszportem. W 1928 powrócił do kraju i zamieszkał w Bochni. W 1931 był jednym z inicjatorów Grupy Dziesięciu (razem z Teodorem Grottem i Wlastimilem Hofmanem). Był współtwórcą kabaretu Zielony Balonik w krakowskiej Jamie Michalika. Od 1936 był wykładowcą na Akademii Sztuk Pięknych w Krakowie.
Zginął tragicznie tuż po zakończeniu II wojny światowej, rozjechany przez samochód żołnierzy radzieckich na ulicy Kazimierza Brodzińskiego w Bochni, gdzie dziś znajduje się obelisk poświęcony jego pamięci. Grób Samlickiego znajduje się na cmentarzu przy ulicy Orackiej w Bochni pod jaworem, który sam Samlicki miał posadzić na grobie swoich rodziców  .
Tworzył pejzaże stosując technikę olejną oraz grafikę, między innymi drzeworyt i suchą igłę.